# تسوکاسا شیوتانی
تسوکاسا شیوتانی (انگلیسی: Tsukasa Shiotani؛ زادهٔ ۵ دسامبر ۱۹۸۸) یک بازیکن فوتبال اهل ژاپن است که در جی لیگ ژاپن در تیم فوتبال سانفریس بازی میکند. او زننده گل تساوی بخش العین  برابر استقلال در اخرین بازی مرحله گروهی سال ۹۶ بود. 
وی دو بازی برای تیم ملی ژاپن انجام داده و در ژاپن بسیار محبوب است. او در اولین بازی خود مقابل غنا از دقیقه ۶۷ وارد زمین شد و یک پاس گل هم ارسال کرد اما ژاپن این بازی را ۲ بر ۱ واگذار کرد.
او در مقدماتی جام جهانی ۲۰۱۸ هم برای ژاپن به میدان رفت و مقابل هنگ کنگ ۹۰ دقیقه بازی کرد. این بازی هم با نتیجه ۳ هیچ به سود ژاپن تموم شد و شیوتانی زننده یکی از گل ها بود.
شیوتانی در سال ۲۰۱۹ بدلیل بالا بودن سنش از تیم ملی خداحافظی کرد و در این باره گفت:《 اگر من در تیم ملی بمانم راه خیلی از جوانان با استعداد بسته میشود و من هم با وجود بالا بودن سنم قادر به انجام بازی خوب و خوشحال کرد مردم کشورم نیستم.》
او در فصل ۲۰۲۱-۲۲ با مدیران العین به اختلاف برخورده بود و از این تیم جدا شد و به طور کاملا بی سر و صدا به سانفریس پیوست.
سانفریس
در سال2013 به تیم سانفریس پیوست و در 126 بازی برای سانفریس 17 گل زد 
العین امارات
او در ۲۲۸ بازی برای العین ۳۱ گل زد و ۱۲۵ پاس گل داد.
پیشنهاد هابعد از جدایی از العین پیشنهاد های زیادی برای او فرستاده شد که بزرگترین انها الفیصلی  عربستان بود که حاضر بود برای شیتانی ۸ میلیون یورو هزینه کند.
از ایران هم الومینیوم اراک، نساجی و پرسپولیس خواستار او بودند اما همه چیز کاملا محرمانه پیش رفت و رسانه ای نشد.
سانفریس 
در سال 2022 به تیم سانفریس بازگشت
جام جهانی ۲۰۱۸
او در لیست ۲۳ نفره ژاپن در جام جهانی بود ولی ۳ ماه قبل از شروع مسابقات بدلیل مصدومیت خط خورد.
پاس گل
۹ پاس گل در سال ۲۰۱۲
۱۰ پاس گل در سال ۲۰۱۳
۸ پاس گل در سال ۲۰۱۴
۱۵ پاس گل در سال ۲۰۱۵
۱۸ پاس گل در سال ۲۰۱۶
۱۴ پاس گل در سال ۲۰۱۷
۶ پاس گل در سال ۲۰۱۸
۹ پاس گل در سال ۲۰۱۹
۱۱ پاس گل در سال ۲۰۲۰
۳ پاس گل در سال ۲۰۲۱
۷ پاس گل در سال ۲۰۲۲